# Corinnidae
Corinnidae Karsch, 1880 è una famiglia di ragni appartenente all'infraordine Araneomorphae.
Il nome forse sarebbe il diminutivo del vocabolo greco κόρη, còre, cioè fanciulla, donzella, vergine, anche se non è ben chiaro il collegamento, ed il suffisso -idae, che designa l'appartenenza ad una famiglia.

## Caratteristiche
Questa famiglia fa parte dei cosiddetti ragni-sacco, i quali hanno l'opistosoma a forma di sacco più o meno allungato, ed ha una storia tassonomica alquanto travagliata e sicuramente non ancora terminata. All'inizio comprendeva disparate forme di ragni, purché avessero otto zampe sistemate in due file, le filiere anteriori e coniche; e costruissero tele a forma di sacco fra le piante o sotto le pietre e altri caratteri generici comuni che rendevano questa famiglia un guazzabuglio di diversità.
Col passare degli anni gli aracnologi hanno concordato nello staccare alcuni generi perché più simili ai Lycosidae e per altri generi, aventi caratteristiche comuni più precipue hanno deciso di formare famiglie a sé stanti come i Clubionidae, Anyphaenidae, Tengellidae, Zorocratidae, Miturgidae e Liocranidae.

## Comportamento

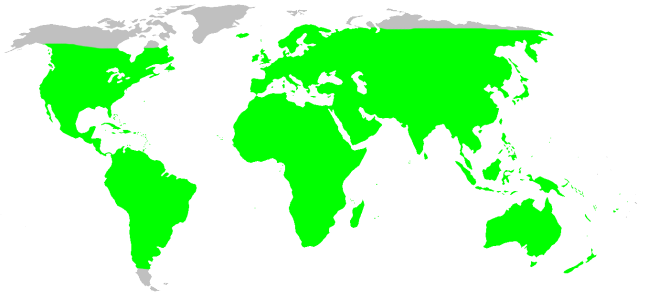
Corinnidae - Distribuzione

Specie del genere Castianeira, Mazax, Myrmecium e Myrmecotypus sono imitatori di formiche, allo scopo di avvicinarle e predarle.
Corinna è il genere-tipo della famiglia ed è composto da ragni di piccole dimensioni in continuo movimento.

## Distribuzione
La famiglia è cosmopolita.

## Tassonomia
Un lavoro di Ramírez del 2014, sulla base di considerazioni filogenetiche accurate ed approfondite, ha portato a precise caratterizzazioni nell'ambito dei Dionycha, con la costituzione di tre nuove famiglie (Eutichuridae, Phrurolithidae e Trachelidae) e la ristrutturazione di altre quattro (Miturgidae, Corinnidae, Clubionidae e Liocranidae).
Per quanto riguarda le Corinnidae, oltre 30 generi sono stati trasferiti alle Phrurolithidae (ex sottofamiglia Phrurolithinae) ed alle Trachelidae (ex sottofamiglia Trachelinae).
Attualmente, a novembre 2020, si compone di 70 generi e 793 specie.
La suddivisione in sottofamiglie qui descritta segue l'entomologo Joel Hallan, escludendone le sottofamiglie non più presenti in quanto elevate al rango di famiglie nel 2014:
- Castianerinae

1. Aetius O. P.-Cambridge, 1896 - India, Sri Lanka, Borneo
2. Allomedmassa Dankittipakul & Singtripop, 2014 - Thailandia, Borneo
3. Apochinomma Pavesi, 1881 - Brasile, Guyana, Africa centrale, occidentale e meridionale, Asia orientale
4. Battalus Karsch, 1878[4] - Australia
5. Cambalida Simon, 1910 - Guinea equatoriale, Costa d'Avorio, Sierra Leone, Guinea Bissau
6. Castianeira Keyserling, 1879 - pressoché cosmopolita
7. Castoponera Deeleman-Reinhold, 2001 - Borneo, Malaysia, Sumatra
8. Coenoptychus Simon, 1885 - India, Sri Lanka
9. Copa Simon, 1885 - Africa meridionale, orientale, occidentale, Madagascar
10. Copuetta Haddad, 2013 - Africa centrale, orientale e meridionale, isole Comore
11. Corinnomma Karsch, 1880 - Australia, Tanzania, Thailandia, Afghanistan, Giava, Mozambico, India, Molucche
12. Disnyssus Raven, 2015 - Australia (Queensland)
13. Echinax Deeleman-Reinhold, 2001 - CIna, Thailandia, Sumatra, Celebes, Giava, Borneo
14. Fluctus Jin & Zhang, 2020 - Cina
15. Graptartia Simon, 1896 - Africa centrale, orientale e meridionale, Marocco, Algeria
16. Humua Ono, 1987 - Isole Ryukyu
17. Iridonyssus Raven, 2015 - Australia (dal Queensland a Victoria, Australia occidentale, Australia meridionale)
18. Kolora Raven, 2015 - Australia (Queensland)
19. Leichhardteus Raven & Baehr, 2013 - Queensland, Nuovo Galles del Sud, Australia orientale
20. Leptopicia Raven, 2015 - Australia (Queensland)
21. Mazax O. P.-Cambridge, 1898 - dagli USA al Panama, Piccole Antille
22. Medmassa Simon, 1887 - Victoria e Nuovo Galles del Sud (Australia), Celebes, Filippine, Africa orientale e meridionale
23. Melanesotypus Raven, 2015 - isole Salomone
24. Merenius Simon, 1910 - Africa orientale, Congo, Sierra Leone, Guinea Bissau, Yemen, Sudafrica
25. Messapus Simon, 1898 - Africa orientale, Sudafrica
26. Myrmecium Latreille, 1824 - Brasile, Argentina, Bolivia, Venezuela, Perù, Guyana
27. Myrmecotypus O. P.-Cambridge, 1894 - Panama, Messico, USA
28. Nucastia Raven, 2015 - Australia meridionale
29. Nyssus Walckenaer, 1805[5] - Australia, isole Salomone, isole Figi, introdotto in Nuova Zelanda
30. Ozcopa Raven, 2015 - Australia (Queensland)
31. Poecilipta Simon, 1896 - Nuovo Galles del Sud, Queensland (Australia)
32. Pranburia Deeleman-Reinhold, 1993 - Thailandia, Cambogia, Malaysia
33. Pronophaea Simon, 1897 - Sudafrica
34. Psellocoptus Simon, 1896 - Venezuela
35. Serendib Deeleman-Reinhold, 2001 - Thailandia, Borneo, Bali
36. Sphecotypus O. P.-Cambridge, 1895 - Panama, Venezuela, Brasile, Borneo, Sri Lanka, Myanmar
37. Ticopa Raven, 2015 - Australia occidentale, Queensland, Nuovo Galles del Sud

- Corinninae

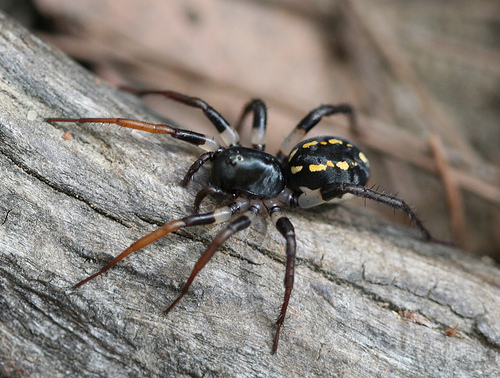
Supunna sp.

1. Abapeba Bonaldo, 2000 - Messico, Porto Rico, Saint Vincent, Trinidad, America meridionale
2. Attacobius Mello-Leitão, 1925 - Brasile, Argentina
3. Austrophaea Lawrence, 1952 - Sudafrica
4. Brachyphaea Simon, 1895 - Africa orientale, Kenya, Mozambico, Zanzibar
5. Corinna C. L. Koch, 1841 - cosmopolita
6. Creugas Thorell, 1878 - cosmopolita
7. Ecitocobius Bonaldo & Brescovit, 1998 - Brasile
8. Erendira Bonaldo, 2000 - Venezuela, Panama, Porto Rico, Piccole Antille
9. Falconina Brignoli, 1985 - Ecuador, Panama, Cuba, Brasile, Argentina, Colombia, Paraguay
10. Mandaneta Strand, 1932 - Sudan
11. Megalostrata Karsch, 1880 - dal Messico al Panama, Cuba
12. Methesis Simon, 1896 - Colombia, Brasile, Perù, Bolivia, Guyana francese, forse Queensland (Australia)
13. Parachemmis Chickering, 1937 - Panama, Guyana, Brasile
14. Paradiestus Mello-Leitão, 1915 - Brasile
15. Procopius Thorell, 1899 - Africa occidentale e centrale
16. Pseudocorinna Simon, 1910 - Guinea Bissau, Isola di Bioko
17. Septentrinna Bonaldo, 2000 - USA, Messico, Guatemala
18. Simonestus Bonaldo, 2000 - Guatemala, Venezuela, Messico, Panama
19. Stethorrhagus Simon, 1896 - Brasile, Colombia, Venezuela, Guyana, Ecuador
20. Tapixaua Bonaldo, 2000 - Brasile, Perù
21. Tupirinna Bonaldo, 2000 - Brasile, Venezuela, Panama
22. Xeropigo O. P.-Cambridge, 1882 - Brasile, Perù, Guyana, Venezuela, USA, Indie Occidentali

- incertae sedis

1. Arushina Caporiacco, 1947 - Tanzania
2. Crinopseudoa Jocqué & Bosselaers, 2011 - Guinea, Liberia
3. Cycais Thorell, 1877 - Giappone, Celebes
4. Hortipes Bosselaers & Ledoux, 1998 - Camerun, Sudafrica, Tanzania, Congo, Guinea Equatoriale, Gabon, Costa d'Avorio, Ruanda, Uganda, Guinea, Nigeria
5. Ianduba Bonaldo, 1997 - Brasile
6. Olbus Simon, 1880 - Cile
7. Paramedmassa Jin, H. Zhang, F. Zhang, 2019 - Thailandia, Laos, Cina
8. Scorteccia Caporiacco, 1936 - Libia
9. Spinirta Jin & Zhang, 2020 - Cina
10. Vendaphaea Haddad, 2009 - Sudafrica
11. Wasaka Haddad, 2013 - Tanzania, Camerun, Burundi, Ruanda, Uganda

### Generi e specie fossili
- Ablator Petrunkevitch, 1942 †; (fossile, oligocene, sottofamiglia Phrurolithinae)

- Ablator lanatus (Petrunkevitch, 1958) †;
- Ablator triguttatus (C.L.Koch & Berendt, 1854) †;

- Phrurolithus C. L. Koch, 1839, sottofamiglia Phrurolithinae

- Phrurolithus extinctus Petrunkevitch, 1958 †;
- Phrurolithus fossilis Petrunkevitch, 1958 †;
- Phrurolithus ipseni Petrunkevitch, 1958 †;

### Generi trasferiti, inglobati, non più in uso
- Austrachelas Lawrence, 1938[7] - Sudafrica
- Supunna Simon, 1897[8] - Australia occidentale, centrale, Nuovo Galles del Sud, Victoria, Isole Figi, Tasmania
- Thysanina Simon, 1910[9] - Sudafrica, Namibia, Tanzania